# Metasarca euphancra
Metasarca euphancra är en fjärilsart som beskrevs av Dyar 1925. Metasarca euphancra ingår i släktet Metasarca och familjen nattflyn. Inga underarter finns listade i Catalogue of Life.